# Sylvain Boulay
Sylvain Boulay (ur. 3 lipca 1955 w Saint-Mars-d’Outillé) – francuski kierowca wyścigowy.

## Kariera
Boulay rozpoczął karierę w międzynarodowych wyścigach samochodowych w 1987 roku od startów w World Sports-Prototype Championship, gdzie jednak nie zdobywał punktów. W późniejszych latach Francuz pojawiał się także w stawce 24-godzinnego wyścigu Le Mans oraz Le Mans Endurance Series.